# そのグラスは半分しか入っていませんか、それとも半分も入っていますか?

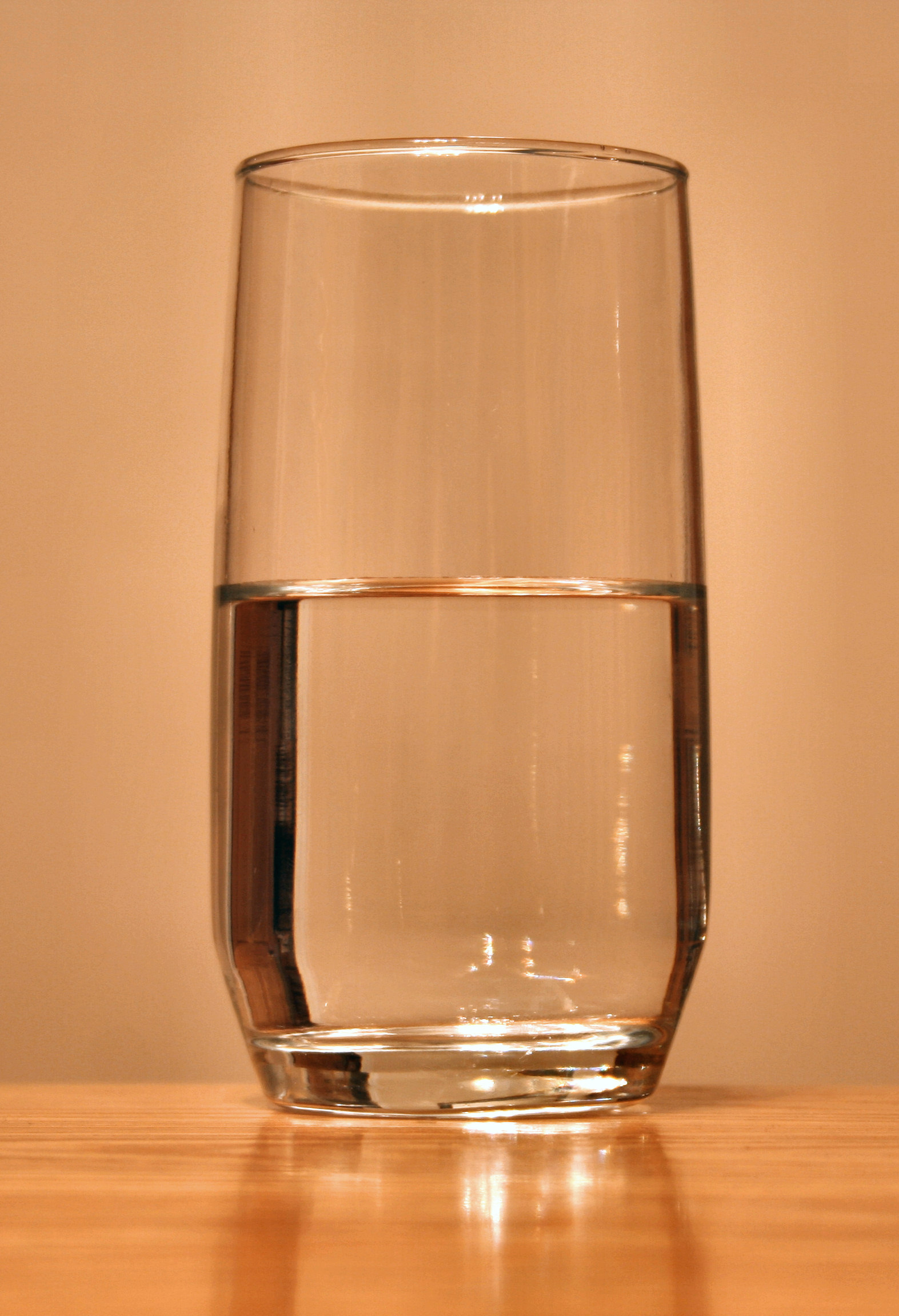
慣用表現「Is the glass half empty or half full?」のイメージ図

「そのグラスは半分しか入っていませんか、それとも半分も入っていますか?」（そのグラスははんぶんしかはいっていませんか、それともはんぶんもはいっていますか?、Is the glass half empty or half full?）は、水が半分入ったコップを見た際に「水が半分しか入っていない」と考えるか、「水が半分も入っている」と考えるかという話から転じてできた、物事の二面性を見た上で、特定の状況に対して「悲観的」（半分空っぽ）に捉えるか、「楽観的」（半分いっぱい）に捉えるかということを示した慣用表現である。

## 解説
この表現は、個人の認識を単純に判断するためのリトマス試験として使われることが多い。この質問は、視点によっては異なる状況での見方をされる可能性があることや、状況によってはトラブルだけでなくチャンスが到来する可能性もあることを示している。
もう一つの観点として「心理学」を挙げることができる。話し手のフレーム選択はその環境に関する知識や認識などを反映している可能性があるため、聞き手はこの状況に対して敏感に反応することができるという研究結果も挙げられている。例えば、「or」を「and」に変更して「そのグラスは半分入っていて、半分入っていませんか」（Is the glass half empty and half full）とすると混乱がなくなり、両方の条件を同時に存在させることが可能になるため、厳密には構文の間違いとなる。この問題では、グラスに関する2つの条件が選択肢として示されているものの、実際には条件が同時に存在しているため、選択肢としては見ることはできない。
この理論はありとあらゆる事柄に応用できるが、一例として経済や市場についての見方や、近年では2019年から続く新型コロナウイルス感染症の世界的流行を受けての社会の見方などに関しての理論に適用されることもある。